# Manauara EC
Der Manauara Esporte Clube, in der Regel nur kurz Manauara genannt, ist ein Fußballverein aus Manaus im brasilianischen Bundesstaat Amazonas.
Aktuell spielt der Verein in der vierten brasilianischen Liga, der Série D sowie in der Staatsmeisterschaft von Amazonas.

## Erfolge
- Staatsmeisterschaft von Amazonas Vizemeister: 2023
- Staatsmeisterschaft von Amazonas Second Division: 2021

## Stadion
Der Verein trägt seine Heimspiele im Estádio Ismael Benigno, auch unter dem Namen Estádio da Colina bekannt, in Manaus aus. Das Stadion hat ein Fassungsvermögen von 10.400 Personen.

## Trainer
Stand: 20. November 2024
| Trainer          | Nation    | von               | bis              |
| ---------------- | --------- | ----------------- | ---------------- |
| João Cavalo      | Brasilien | 1. Januar 2022    | 1. März 2022     |
| Oliveira Canindé | Brasilien | 1. Januar 2022    | 21. Februar 2022 |
| Cristian Souza   | Brasilien | 24. Dezember 2022 | 25. April 2023   |
| Humberto Targino | Brasilien | 1. Januar 2024    | 25. Januar 2024  |
| Hugo Chacon      | Brasilien | 26. Januar 2024   | 12. Februar 2024 |
| Alan George      | Brasilien | 12. Februar 2024  | 30. April 2024   |
| Marcelo Vilar    | Brasilien | 26. April 2024    |                  |
| Roberto de Jesus | Brasilien | 10. Juli 2024     |                  |